# Isocentris rubralis
Isocentris rubralis là một loài bướm đêm trong họ Crambidae.